# Rodolfo Díaz (basket-ball)
Pour les articles homonymes, voir Díaz et Rodolfo Díaz.
Rodolfo Díaz, né le 7 mai 1918, à Mexico, au Mexique et décédé le 22 juin 1993, est un ancien joueur mexicain de basket-ball.

## Biographie
Rodolfo Díaz fait partie de l'équipe du Mexique de basket-ball médaillée d'or aux Jeux d'Amérique centrale et des Caraïbes en 1946, et terminant quatrième des Jeux olympiques de 1948.
Il est par la suite arbitre de basket-ball, officiant notamment aux Jeux olympiques d'été de 1964 et de 1968.